# Батькивщина
Всеукраи́нское объедине́ние «Батькивщи́на»  (укр. Всеукраїнське об’єднання «Батьківщина») — политическая партия Украины, которую возглавляет народный депутат, экс-премьер-министр Украины Юлия Тимошенко.
В составе Блока Юлии Тимошенко партия «Батькивщина» участвовала в работе Верховной Рады Украины с 2002 года. «Батькивщина» с 2008 года является членом Европейской народной партии в статусе наблюдателя.
Перед парламентскими выборами на Украине 2012 года участие блоков политических партий в выборах было запрещено. «Батькивщина» объединилась с политическими силами «Фронта перемен» и «Реформы и порядок». 15 июня 2013 партии «Фронт Перемен» и «Реформы и Порядок» окончательно слились с «Батькивщиной» путём самоликвидации. В 2014 году партия «Батькивщина» провела реформу. В первую пятёрку предвыборного списка ВО «Батькивщины» вошли: Надежда Савченко, Юлия Тимошенко, Игорь Луценко, Сергей Соболев, Алёна Шкрум. Партия была избрана в Верховную раду 8 созыва. По результатам местных выборов 2015 года партия «ВО „Батькивщина“» получила второе место, тем самым увеличила вдвое свой результат по сравнению с парламентскими выборами 2014 года.
На досрочных парламентских выборах 2019 года партия «Батькивщина» получила 8,18 % (24 депутата). В первую пятёрку списка вошли: Юлия Тимошенко, Сергей Тарута, Валентин Наливайченко, Сергей Соболев и Елена Кондратюк.
По результатам местных выборов 2020 года партия «Батькивщина» получила 4093 депутатских мандата (12,39 %), стала одной из партии — лидеров на местных выборах.
Партия «Батькивщина» выступает за интеграцию Украины в ЕС, вступление в НАТО.

## История создания партии

Партийный билет партии 2007 год

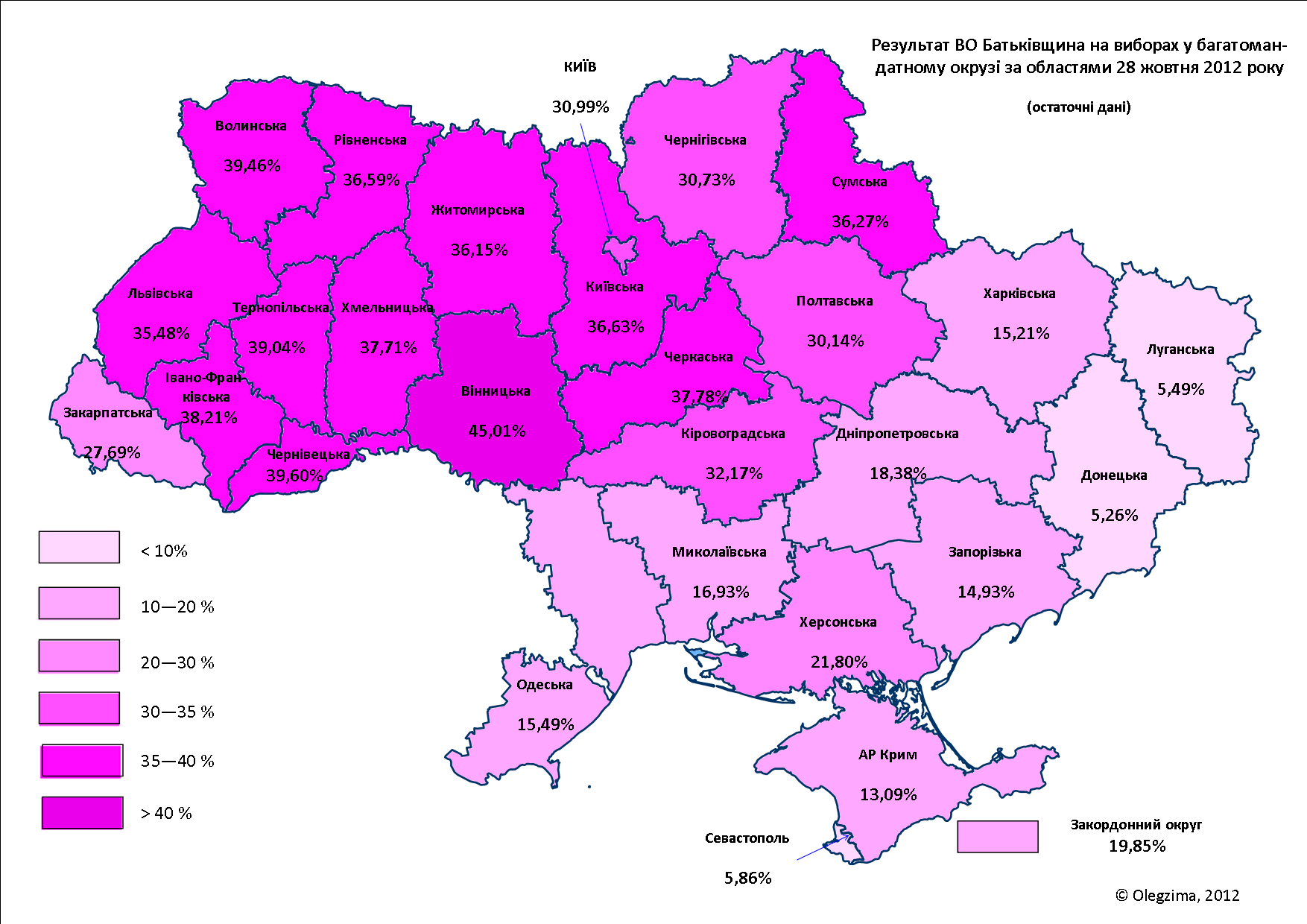
Результаты выборов 2012 года

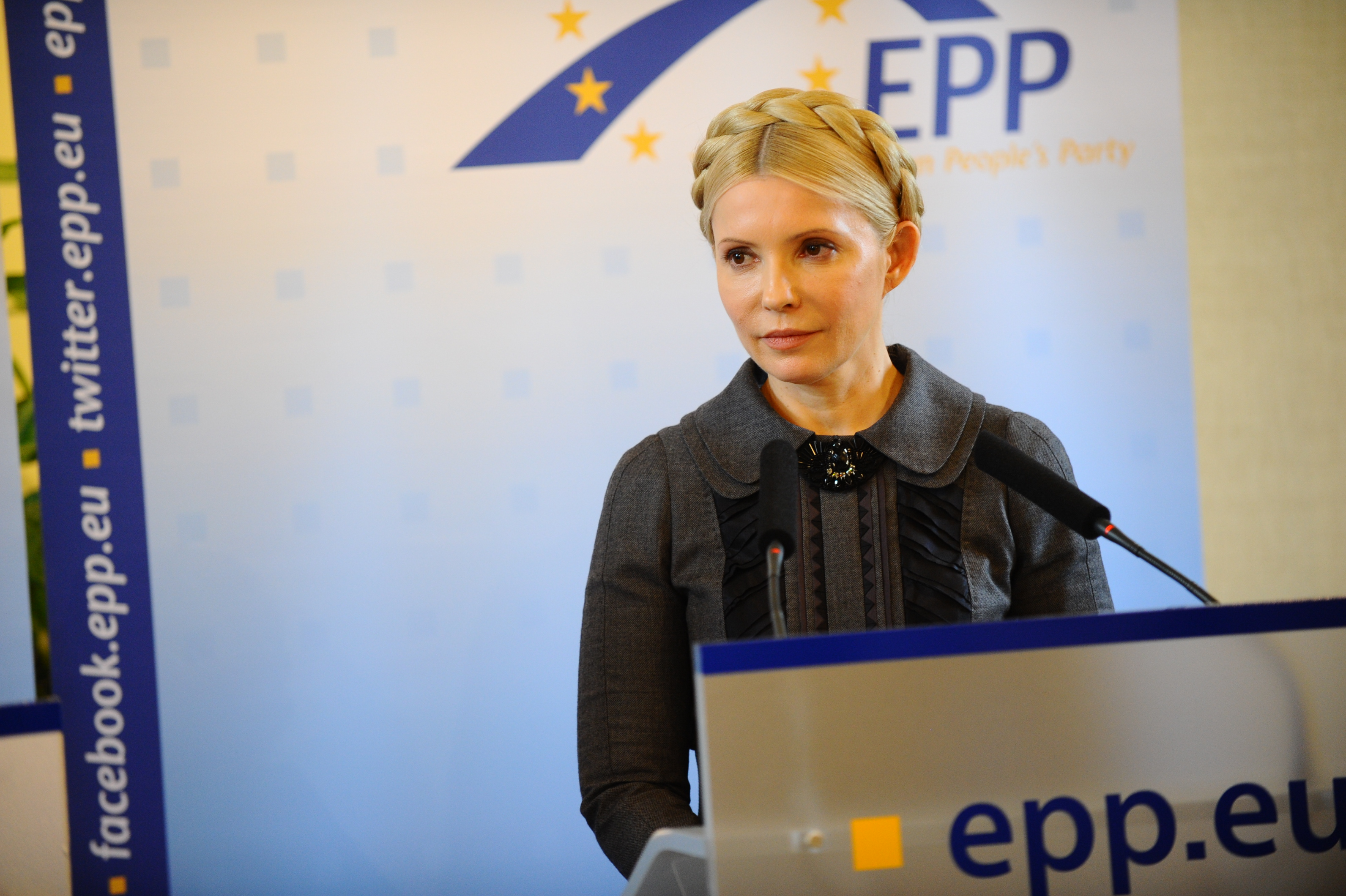
Юлия Тимошенко на съезде Европейской народной партии в Бельгии 24 марта 2011 года

В 1995 году была основана Всеукраинская гражданская организация «Союз миролюбивых сил „Батькивщина“» (укр. Всеукраїнська громадська організація «Союз миролюбивих сил „Батьківщина“») под руководством ректора Днепропетровского государственного университета Владимира Приснякова.
В 1998 году Юлия Тимошенко была избрана депутатом Верховной Рады Украины по Бобринецкому избирательному округу № 99 Кировоградской области. Весной 1999 года Тимошенко создала депутатскую группу «Батькивщина».
Политическая партия «Всеукраинское объединение „Батькивщина“» основана на учредительном съезде 9 июля 1999 года. Партия зарегистрирована Министерством юстиции Украины 16 сентября 1999 года, свидетельство № 122. На II съезде, который состоялся 18 декабря этого же года, председателем партии избрана Юлия Владимировна Тимошенко.
После назначения Юлии Тимошенко вице-премьером в правительстве Ющенко партию причисляли к «условно провластным», но после ареста Тимошенко в феврале 2001 года «Батькивщина» стала оппозиционной и присоединилась к акции «Украина без Кучмы». Партия также принимала активное участие в создании Комитета национального спасения, который перед парламентскими выборами заложил основу для создания Блока Юлии Тимошенко.

### Ядро Блока Юлии Тимошенко
В парламентских выборах 2002 года партия участвовала в составе Блока Юлии Тимошенко, в который также вошли Украинская республиканская партия «Собор» и Украинская социал-демократическая партия. 15 декабря 2001 года в «Батькивщину» также влилась Украинская консервативная республиканская партия диссидента Степана Хмары. БЮТ получил 22 мандата (7,24 % голосов), заняв 4-е место.
На президентских выборах 2004 года «Батькивщина» поддержала кандидатуру Виктора Ющенко. Её активисты принимали активное участие в Оранжевой революции. После инаугурации Ющенко как президента Юлия Тимошенко была назначена премьер-министром, Александр Турчинов — председателем СБУ, однако ни одного министерского портфеля «Батькивщина» не получила. После отставки правительства Тимошенко партия перешла в оппозицию.
В парламентских выборах 2006 года «Батькивщина» снова участвовала в составе Блока Юлии Тимошенко, который получил 129 мандатов (22,29 % голосов), заняв 2-е место. В Верховной раде была создана Коалиция демократических сил в составе Блока Юлии Тимошенко, блока «Наша Украина» и Социалистической партии Украины. Кандидатом в премьеры от коалиции была Юлия Тимошенко, однако объединение развалилось, потому что СПУ и НУ не смогли согласовать кандидатуру спикера. В результате новое парламентское большинство (Антикризисную коалицию) создали Партия регионов, СПУ и КПУ, а БЮТ снова перешёл в оппозицию.
На досрочных парламентских выборах 2007 года «Батькивщина» улучшила свой результат, получив 156 мандатов (30,71 % голосов) и заняв 2-е место. В Верховной раде по результатам выборов была сформирована Коалиция демократических сил фракций БЮТ и НУ-НС. Коалиция предложила президенту для назначения на пост премьер-министра кандидатуру Юлии Тимошенко. Президент внёс кандидатуру Юлии Тимошенко в парламент, который утвердил её в должности председателя Кабинета министров Украины.
С 2008 года «Батькивщина» является членом Европейской народной партии в статусе наблюдателя.
24 октября 2009 года делегаты IX съезда «Батькивщины» выдвинули Тимошенко кандидатом на пост Президента Украины. По результатам президентских виборов Тимошенко получила поддержку 45,47 % голосов избирателей, заняла 2-е место. После поражения Тимошенко на выборах парламентская коалиция прекратила своё существование, кабмин Юлии Тимошенко был отправлен в отставку. В парламенте была создана коалиция «Стабильность и реформы», в которую на индивидуальной основе вошли и отдельные народные депутаты от БЮТ. Юлия Тимошенко объявила о проведении «большой чистки» в партии.

### «Объединённая оппозиция»
В ноябре 2011 года участие блоков политических партий в парламентских выборах было запрещено. В декабре 2011 года партия «Народная самооборона» заявила, что объединится с «Батькивщиной». Первый заместитель главы «Батькивщины» Александр Турчинов выразил уверенность, что к ним присоединятся и другие политические силы.
В марте 2012 года «Батькивщина», партия «Реформы и порядок» и Народный рух Украины объявили, что выдвинут единый партийный список на парламентских выборах 2012 года. В апреле лидер партии «Фронт перемен» Арсений Яценюк также объявил о присоединении к этому списку.
В итоге «Батькивщина» стала платформой для формирования единого избирательного списка под названием «Объединённая оппозиция „Батькивщина“», в который вошли члены партий «Реформы и порядок», Народный Рух Украины, «Фронт перемен», «За Украину!», «Народная самооборона», «Гражданская позиция», Социально-христианской партии и Меджлиса крымскотатарского народа. Список возглавил лидер «Фронта перемен» Арсений Яценюк, поскольку лидер «Батькивщины» Юлия Тимошенко находилась в тюремном заключении.
По итогам выборов 2012 года «Объединённая оппозиция» получила 62 места в парламенте (25,55 % голосов) по пропорциональной системе и ещё 39, выиграв в 39 мажоритарных округах — в общей сложности 101 место (22,67 %) из 450. 12 декабря 2012 года Александр и Андрей Табаловы (отец и сын), которые избраны в Парламент по квоте «Фронт изменений», не присоединились к парламентской фракции"Батькивщина". Лидером фракции Батькивщины был избран Яценюк.
15 июня 2013 в Киеве состоялся объединительный съезд на котором Юлия Тимошенко была переизбрана председателем ВО «Батькивщина», председателем политсовета партии по предложению председателя «Батькивщины» избран Арсений Яценюк. Также на съезде произошло слияние «Фронта перемен» с «Батькивщиной», также к объединению присоединились партия «Реформы и порядок» и часть Народного Руха Украины.

#### Президентские выборы 2014 года
29 марта съезд ВО «Батькивщина» выдвинул своего лидера Юлию Тимошенко кандидатом на пост Президента Украины. Предвыборная программа обещала искоренение коррупции, борьбу с олигархами, европейский путь развития Украины (в частности, подписание Соглашения об ассоциации с ЕС), противодействие российской агрессии и восстановление территориальной целостности Украины. По итогам президентских выборов Тимошенко заняла второе место, набрав 12,81 % (2 309 812) голосов избирателей. После выборов Тимошенко приступила к реформированию партии «Батькивщина».

### Правящая коалиция
После отстранения Януковича от должности президента, и возвращения конституции 2004 года, была сформирована правящая коалиция, в которую вошли партии Батькивщина, УДАР и Свобода. Эта коалиция сформировала коалиционное правительство, которое возглавил Арсений Яценюк.
После выхода из заключения, в первые дни после завершения лечения Юлия Тимошенко пыталась выйти на связь со своими бывшими соратниками по партии, в частности Арсением Яценюком и Александром Турчиновым, но телефоны чиновников на звонки экс-премьера не отвечали. «Коммуникация была полностью утрачена. Власть нас разделила, — сказала Юлия Тимошенко».
Значительная часть членов партии, в частности Александр Турчинов, Арсений Яценюк, Арсен Аваков, Сергей Пашинский, Андрей Парубий, Павел Петренко, Лилия Гриневич и другие отказались идти на выборы в составе ВО «Батькивщина», а создали политическую партию «Народный фронт». В 2015 году рейтинг «Народного фронта» обвалился в 10 раз и составил 1 % поддержки избирателей.

### Выборы в парламент 2014 и после них

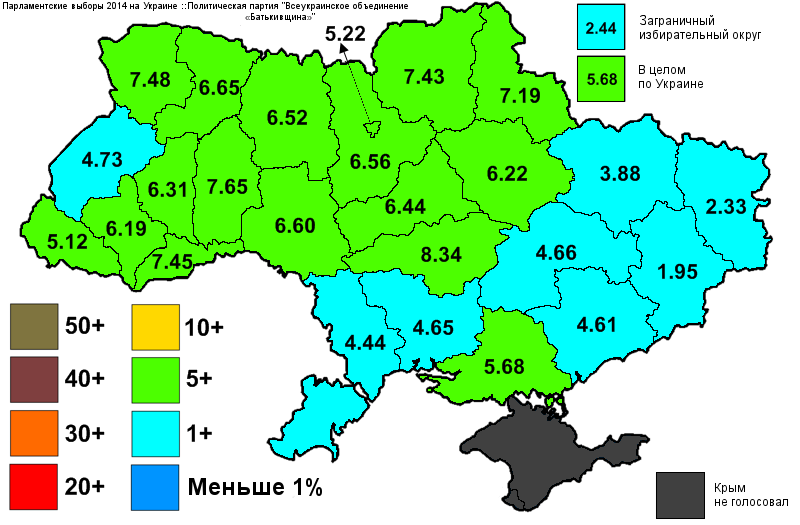
Результат Батькивщины по регионам Украины (2014)

22 сентября 2014 года Центральная избирательная комиссия зарегистрировала партию «Батькивщина» в общенациональном многомандатном избирательном округе на внеочередные выборы Верховной Рады. Особенностью избирательного списка стало включение в него под первым номером Надежды Савченко, которая на момент регистрации находилась в СИЗО города Воронежа. Юлия Тимошенко включена в список под вторым номером.
30 августа 2014 года партия «Батькивщина» инициирует референдум о вступлении Украины в НАТО в день выборов 26 октября. 15 сентября 2014 года Центральная избирательная комиссия приняла постановление об отказе в регистрации инициативной группы по проведению всеукраинского референдума о вступлении Украины в НАТО, организатором которого выступила партия ВО «Батькивщина».
Несмотря на решение ЦИК, ВО «Батькивщина» начинает сбор подписей граждан относительно проведения всеукраинского референдума о вступлении Украины в НАТО. Юлия Тимошенко отметила, что в соответствии со статьями Конституции, для проведения всеукраинского референдума нужно собрать 3 млн подписей граждан.
В первую пятёрку предвыборного списка ВО «Батькивщины» вошли: Надежда Савченко (украинский офицер), Юлия Тимошенко, Игорь Луценко (гражданский активист), Сергей Соболев (председатель фракции Всеукраинское объединение «Батькивщина» в парламенте), Алёна Шкрум (общественный деятель).
На парламентских выборах 26 октября 2014 года партия набрала 5,68 % (894 837 голосов) и преодолела проходной барьер в 5 %. В ноябре партия присоединилась к разработке «Блоком Петра Порошенко», «Народным фронтом», «Самопомощью» и «Радикальной партией» коалиционного соглашения. 17 ноября политсовет «Батькивщины» принял решение о вхождении своей фракции в коалицию.
6 сентября 2016 после выборов в мажоритарных округах к фракции «Батькивщины» присоединились депутаты Руслан Богдан и Юрий Одарченко.
15 декабря 2016 из фракции была исключена Надежда Савченко. Как говорится в заявлении партии, «жизнь показала, что принципы и политические убеждения Надежды Савченко и „Батькивщина“ не совпадают».

### Местные выборы 2015
9 ноября 2015 года ВО «Батькивщина» договорилась с ВО «Свобода» о взаимной поддержке во вторых турах выборов городских голов и координации действий в новоизбранных местных советах.
По результатам ЦИК на местных выборах 2015 года партия ВО «Батькивщина» по всей Украине получила второе место. Партию «Батькивщину» в местных советах будут представлять 8016 депутата, 369 — сельских, поселковых и городских голов. Таким образом партия ВО «Батькивщина» в два с половиной раза по сравнению с парламентскими выборами 2014 увеличила свой результат.

### Местные выборы 2016—2017
В 2016—2017 годах на Украине прошли местные выборы в объединённых территориальных общинах. По итогам 4-х крупнейших волн местных выборов «Батькивщина» заняла первое место среди политических партий (по количеству депутатов, избранных в местные советы).
По данным Центральной избирательной комиссии Украины на выборах в местные советы 11 декабря 2016 года «Батькивщина» набрала 14,34 % (120 депутатов); 18 декабря 2016 года — 16,17 % (515 депутатов); 30 апреля 2017 года — 17,99 % (197 депутатов); 29 октября 2017 года — 20,33 % (901 депутат).

### Парламентская деятельность 2014—2019
17 февраля 2016 года ВО «Батькивщина» вышла из правящей коалиции из-за провала попытки отправить Второе правительство Яценюка в отставку.
5 апреля 2016 года во Львове после проведения партийной конференции «Всеукраинского объединения „Батькивщина“» Юлия Тимошенко заявила о переходе её политической силы в парламентскую оппозицию.
В парламенте «Батькивщина» последовательно отстаивает сохранение моратория на продажу сельскохозяйственной земли, а также настаивает на принятии законов, обеспечивающих развитие украинского сельского хозяйства, в частности поддержку малых фермерских хозяйств. 31 марта 2016 года Верховная Рада приняла закон о семейных фермерских хозяйствах, инициированный партией «Батькивщина».
Одним из приоритетов деятельности партии является улучшение социальной защиты населения, повышение социальных стандартов.
Партия выступает за снижение тарифов на жилищно-коммунальные услуги для населения, поскольку считает, что они искусственно завышены и приводят к разрушению экономики. 23 мая 2016 года по инициативе Юлии Тимошенко ВО «Батькивщина» запустила сайт «Справедливые тарифы», материалы которого разъясняют необходимость установления адекватных тарифов на газ для населения.
«Батькивщина» выступает за усиление борьбы с коррупцией, в частности за деофшоризацию и независимость антикоррупционных органов.
Также «Батькивщина» выступает против продажи и приватизации стратегически важных для государства объектов.

#### Президентские выборы 2019 года
22 января 2019 съезд политической партии «Батькивщина» выдвинул своего лидера Юлию Тимошенко кандидатом на пост Президента Украины на выборах 31 марта 2019 года. По результатам президентских выборов Тимошенко заняла 3-е место, получив 13,40 % голосов избирателей.

### Парламентские выборы 2019

Электоральная поддержка партии Батькивщина на парламентских выборах 2019 года

21 июля 2019 года в Украине прошли выборы Верховной рады по смешанной избирательной системе с мажоритарными (одномандатными) округами и партийными списками. Для партий установлен проходной барьер — 5 % голосов избирателей, по результатам выборов партия «Батькивщина» получила 8,18 % (1 196 256 голоса).
В предвыборный список ВО «Батькивщина» вошли:
1. Тимошенко, Юлия Владимировна,
2. Соболев, Сергей Владиславович,
3. Тарута, Сергей Алексеевич,
4. Наливайченко, Валентин Александрович,
5. Кондратюк, Елена Константиновна,
6. Кириленко, Иван Григорьевич,
7. Кожемякин, Андрей Анатольевич,
8. Нэмыря, Григорий Михайлович,
9. Власенко, Сергей Владимирович,
10. Дубиль, Валерий Александрович,
11. Абдуллин, Александр Рафкатович,
12. Крулько, Иван Иванович,
13. Лабунская, Анжелика Викторовна,
14. Бондарев, Константин Анатольевич,
15. Цымбалюк, Михаил Михайлович,
16. Данилов, Виталий Богданович,
17. Белькова, Ольга Валентиновна,
18. Кучеренко, Алексей Юрьевич,
19. Николаенко, Андрей Иванович,
20. Волынец, Михаил Яковлевич.

### Парламентская деятельность в Верховной Раде IX созыва (2019—н.в.)
Фракция ВО «Батькивщина» в Верховной Раде IX созыва насчитывает 24 депутата. Глава фракции — Юлия Тимошенко, первый заместитель — Сергей Соболев. Фракция создана 29 августа 2019.
29 августа 2019 Елена Кондратюк была назначена заместителем председателя Верховной Рады. За это проголосовало 318 народных депутатов.
В первый день работы Верховной Рады 9-го созыва фракция «Батькивщина» поддержала законопроект о снятии депутатской неприкосновенности.
13 ноября 2019, после того как Верховная Рада в первом чтении приняла законопроект № 2178-10 «О внесении изменений в некоторые законодательные акты Украины относительно оборота земель сельскохозяйственного назначения», который предусматривает отмену моратория на продажу земли в Украине с 1 октября 2020 года, фракция «Батькивщина» перешла в оппозицию к власти.
18 ноября 2019 Тимошенко обратилась в Конституционный суд Украины с просьбой рассмотреть представление относительно законопроекта о «рынке земли».
19 декабря 2019 Юлия Тимошенко и депутаты «Батькивщины» обратились в Национальное антикоррупционное бюро Украины с заявлением, в котором указали на конфликт интересов и коррупции в Комитете Верховной Рады по вопросам аграрной политики при рассмотрении закона о рынке земли.
В парламенте партия выступает против продажи сельскохозяйственной земли и стратегических предприятий, повышения тарифов на жилищно-коммунальные услуги для населения.
11 января 2021 Тимошенко призвала власть обеспечить украинский газом по цене не выше, чем закупочная. По мнению Тимошенко, цена на газ не должна быть выше трёх гривен, в связи с этим, «Батькивщина» зарегистрировала законопроект № 1177.
В ноябре 2020 партия Тимошенко поддержала всеукраинскую акцию «SaveФОП», зарегистрировав законопроект № 3853-2 об упрощении системы налогообложения для малого бизнеса. Тимошенко заключила с общественным движением «SaveФОП» меморандум о взаимодействии и сотрудничестве.
Юлия Тимошенко, Иван Крулько и депутаты других фракций инициировали создание временной следственной комиссии по проверке заявлений экс-главы Министерства финансов Украины Игоря Уманского о потерях бюджета от налоговых схем. Председателем ВСК был избран Иван Крулько.
Народные депутаты фракции «Батькивщина» — Валентин Наливайченко, Михаил Волынец, Алексей Кучеренко и Андрей Николаенко — инициировали создание парламентской ВСК по расследованию энергетического кризиса в Украине.
1 марта 2021 партия «Батькивщина» в Верховной раде потребовала внести на рассмотрение парламента проект закона о запрете импорта электроэнергии из России и Белоруссии. По мнению Тимошенко, импорт белорусской и российской электроэнергии угрожает национальной безопасности страны.
2 мая 2021 «Батькивщина» требует от президента Зеленского прекратить давление на органы местного самоуправления, а именно мэра Черкасс Анатолия Бондаренко и других меров, которые продолжают бороться с эпидемией, выполняя проваленные центральной властью задачи.
16 июня «Батькивщина» на всеукраинском вече обратилась к президенту, в котором призвали провести референдум по земельному вопросу. В обращении содержится требование отменить и не вводить в действие уже принятые законодательные акты об обороте сельскохозяйственных земель, а также ввести мораторий на принятие подобного законодательства — до соответствующего решения референдума. Партия открыла «горячую» телефонную линию помощи гражданам в вопросах «рынка земли».
28 сентября 2021 фракция «Батькивщина» зарегистрировала в Верховной раде проект постановления о создании временной следственной комиссии по исследованию деятельности НАК «Нафтогаз Украины» и расследования критической ситуации в сфере тарифообразования, которая сложилась в результате действий должностных лиц этой компании.
18 октября 2021 года фракция «Батькивщина» объявила требование к власти ввести чрезвычайное положение в энергетике и предложила план неотложных мер, которые позволят избежать кризиса и спокойно пройти стране отопительный сезон.
24 января 2022 года партия «Батькивщина» предложила создать на Украине Правительство национального единства для преодоления экономического кризиса в стране.
27 января 2022 года Верховная рада приняла постановление, инициированное народными депутатами из фракции «Батькивщина», о создании Временной следственной комиссии для проверки фактов возможных коррупционных действий, повлёкших значительные потери доходной части госбюджета, в частности в результате деятельности НАК «Нафтогаз Украины». Лидер фракции Тимошенко вошла в состав этой ВСК.

#### Вторжение России на Украину
1 марта 2022 года во время военного вторжения России в Украину партия «Батькивщина» взяла под свою опеку детскую больницу «Охматдет».
Открыт Центр гуманитарной помощи ВО «Батькивщина» для помощи уязвимым группам населения и украинским военным.
20 июня 2022 «Батькивщина» во главе с Юлией Тимошенко стала единственной фракцией в Верховной Раде Украины, которая в полном составе не поддержала ратификацию Стамбульской конвенции (соглашения Совета Европы против насилия в отношении женщин и насилия в семье). 21 июня народные депутаты партии «Батькивщина» анонсировали обращение об обжаловании ратификации Стамбульской конвенции в Конституционном cуде, однако обжалование так и не было сделано.
29 июля 2022 Верховная рада проголосовала за законодательную инициативу фракции «Батькивщина» о создании Временной специальной комиссии по расследованию кризиса на энергетическом рынке Украины, которая должна проанализировать реализацию ряда документов, направленных на энергерическую устойчивость и безопасность Украины, и не позднее полугода представить отчёт о выполненной работе. Главой комиссии стал народный депутат фракции «Батькивщина» Алексей Кучеренко.
15 ноября 2023 года «Батькивщина» была принята в международную ассоциацию политических партий Центристско-демократического интернационала.
30 апреля 2025 года Конгресс Европейской народной партии в Валенсии принял резолюцию в поддержку Украины. Среди инициаторов документа указаны украинские партии «Европейская солидарность», «Батькивщина», «УДАР».

## Местные выборы 2020
По результатам ЦИК партия Тимошенко ВО «Батькивщина», которая получила 4093 депутатских мандата (12,39 %), стала одной из партии — лидеров на местных выборах на Украине.

## Новый курс Украины
«Новый курс Украины» — это предвыборная программа на пост Президента Украины, которую 15 июня 2018 представила лидер партии «Батькивщина» Юлия Тимошенко. В данной программе предусматривается внесение изменений в Конституцию Украины.
Программа содержит четыре блока:
1. Новый общественный договор
2. Новый экономический курс
3. Новая стратегия мира
4. Экосистема жизни человека

## Результаты выборов

### Верховная рада
| Год  | Голосов                        | %                              | Место     | Кол-во депутатов         | +/-                   | Позиция                       |
| ---- | ------------------------------ | ------------------------------ | --------- | ------------------------ | --------------------- | ----------------------------- |
| 2002 | В составе Блока Юлии Тимошенко | пятое                          | 22 из 450 |                          | Оппозиция (2002–2005) |                               |
| 2002 | В составе Блока Юлии Тимошенко | пятое                          | 22 из 450 | Правящая коалиция (2005) |                       |                               |
| 2002 | В составе Блока Юлии Тимошенко | пятое                          | 22 из 450 | Оппозиция (2005–2006)    |                       |                               |
| 2006 | В составе Блока Юлии Тимошенко | В составе Блока Юлии Тимошенко | ▲ второе  | 129 из 450               | ▲ 107                 | Оппозиция                     |
| 2007 | В составе Блока Юлии Тимошенко | В составе Блока Юлии Тимошенко | ▬ второе  | 156 из 450               | ▲ 27                  | Правящая коалиция (2007–2010) |
| 2007 | Оппозиция (2010–2012)          |                                | ▬ второе  | 156 из 450               | ▲ 27                  |                               |
| 2012 | 5,208,402                      | 25,54 %                        | ▬ второе  | 101 из 450               | ▼ 55                  | Оппозиция (2012–2014)         |
| 2012 | 5,208,402                      | 25,54 %                        | ▬ второе  | 101 из 450               | ▼ 55                  | Правящая коалиция (2014)      |
| 2014 | 893,549                        | 5,68 %                         | ▼ шестое  | 19 из 450                | ▼ 82                  | Правящая коалиция (2014–2015) |
| 2014 | 893,549                        | 5,68 %                         | ▼ шестое  | 19 из 450                | ▼ 82                  | Оппозиция (2015–2019)         |
| 2019 | 1,196,256                      | 8,18 %                         | ▲ третье  | 26 из 450                | ▲ 7                   | Оппозиция                     |

### Выборы президента
| Год  | Кандидат                  | Первый тур                | Первый тур                | Первый тур                | Второй тур                | Второй тур                | Результат                 |
| Год  | Кандидат                  | Голосов                   | %                         | Место                     | Голосов                   | %                         | Результат                 |
| ---- | ------------------------- | ------------------------- | ------------------------- | ------------------------- | ------------------------- | ------------------------- | ------------------------- |
| 2004 | Поддержали Виктора Ющенко | Поддержали Виктора Ющенко | Поддержали Виктора Ющенко | Поддержали Виктора Ющенко | Поддержали Виктора Ющенко | Поддержали Виктора Ющенко | Поддержали Виктора Ющенко |
| 2010 | Юлия Тимошенко            | 6,159,610                 | 25,05 %                   | вторая                    | 11,593,357                | 45,47 %                   | Поражение                 |
| 2014 | Юлия Тимошенко            | 2,310,050                 | 12,81 %                   | вторая                    | Не проводился             | Не проводился             | Поражение                 |
| 2019 | Юлия Тимошенко            | 2,532,452                 | 13,40 %                   | третья                    | Не участвовала            | Не участвовала            | Поражение                 |

## Молодёжное крыло партии — Батькивщина молодая
Батькивщина молодая является молодёжным крылом партии. Она создана в 2007 году, имеет ячейки во всех областях Украины и входит в Международный Союз Молодых Демократов (IYDV, с 2009 года) и молодёжь Европейской народной партии (YEPP, с 2011 года). Главой организации является Сергей Митрофанский.

## Комментарии
1. ↑  укр. Батьківщина — Родина, Отечество.